# Catocala moltrechti
Catocala moltrechti är en fjärilsart som beskrevs av Bang-haas 1927. Catocala moltrechti ingår i släktet Catocala och familjen nattflyn. Inga underarter finns listade i Catalogue of Life.